# Caproni Ca.12
Caproni Ca.12 — двенадцатый самолёт Джованни Капрони. Совершал вылеты с марта по июнь 1912, установил мировые рекорды скорости и дальности полёта.

## История
Ca.12 был пятым монопланом Джанни Капрони. Разрабатывался совместно с инженером Агостино Де Агостини. Основным отличием от предшественников было наличие сиденья для пассажира. В Венеции любой желающий за определённую сумму мог прокатиться на нём. Двигателем Ca.12 стал Anzani мощностью 60 л.с.